# 安里·叶古季泽
安里·叶古季泽（1996年3月1日—）是一名生于格鲁吉亚的葡萄牙男子柔道运动员。他曾在2021年世界柔道锦标赛上获得男子81公斤级铜牌，这是他的首个国际主要大赛个人项目奖牌。他原先主攻81公斤级，东京2020奥运后，他增加自身体重，转而主攻90公斤级，但在2023年，他重回81公斤级赛场。